# نكات أسترالي
نكات أسترالي (الاسم العلمي:Recurvirostra novaehollandiae ) هو نوع من الطيور يتبع جنس النكات من الفصيلة النكاتيات.

## صور

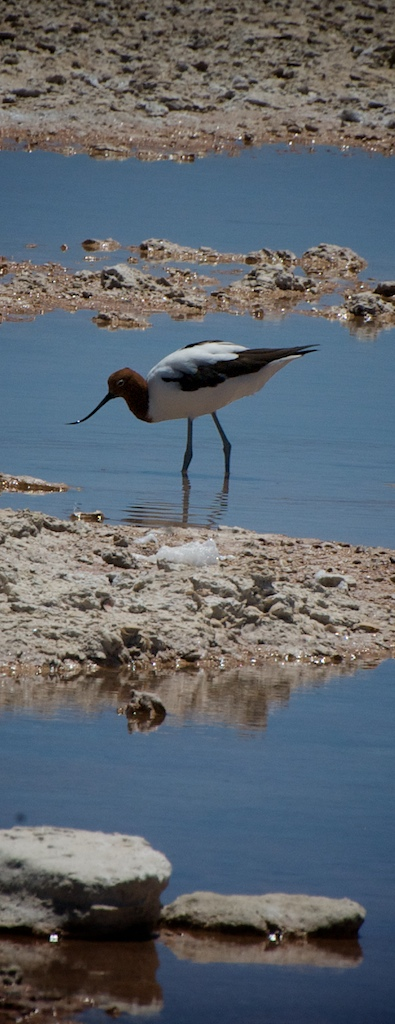
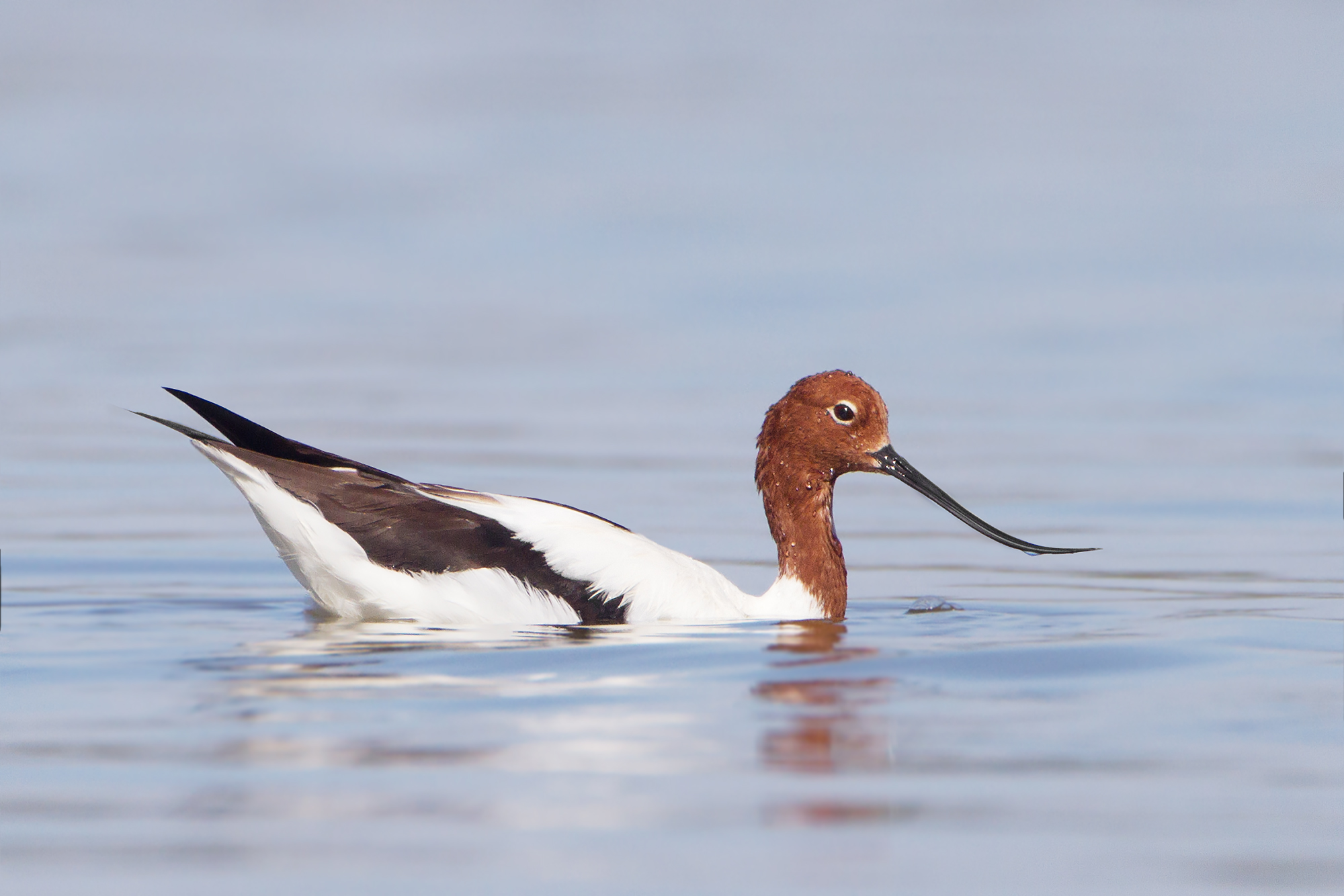
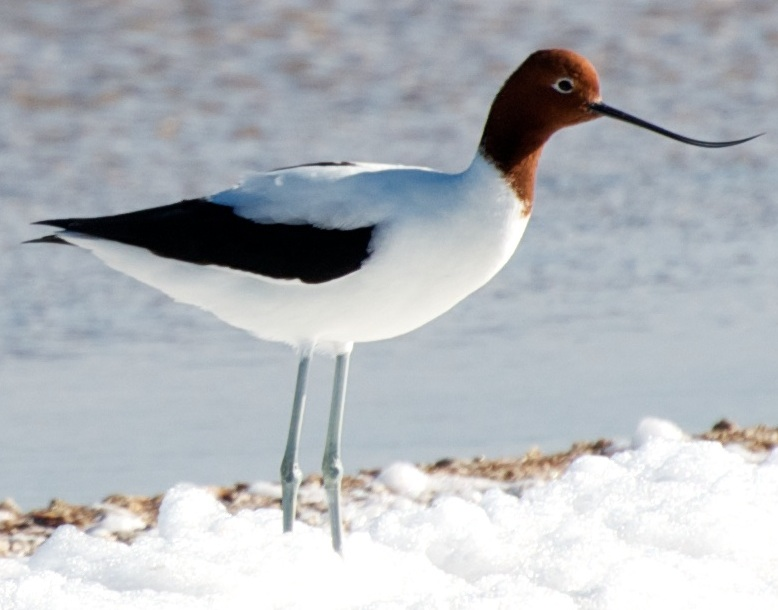